# Katschenreuth
Katschenreuth (oberfränkisch: Kadsche-raid und Kadscher-raahd) ist ein Gemeindeteil der Großen Kreisstadt Kulmbach im Landkreis Kulmbach (Oberfranken, Bayern). Die Gemarkung Katschenreuth liegt teils auf dem Gemeindegebiet von Kulmbach, teils auf dem Gemeindegebiet von Mainleus. Sie hat eine Fläche von 10,378 km² und ist in 1717 Flurstücke aufgeteilt, die eine durchschnittliche Flurstücksfläche von 6044,55 m² haben. In ihr liegen neben dem namensgebenden Ort die Gemeindeteile Affalterhof, Ameisloch, Frankenberg, Grünbaum, Heinersreuth, Hitzmain, Rother Hügel, Windischenhaig und Wolpersreuth.

## Geographie
Das Dorf liegt am Proßer Bach. Die Staatsstraße 2190 führt an Melkendorf vorbei zu einer Anschlussstelle der Bundesstraße 289 (3 km nördlich) bzw. an Rother Hügel vorbei nach Krumme Fohre (3,1 km südwestlich). Die Kreisstraße KU 32 zweigt von der St 2190 ab und verläuft nach Gundersreuth (2,9 km westlich). Gemeindeverbindungsstraßen führen nach Frankenberg (0,6 km nordwestlich) und nach Hitzmain (0,6 km südöstlich). Ein Anliegerweg führt nach Grünbaum (0,2 km westlich).

## Geschichte
Der Bamberger Bischof Otto II. schenkte dem Domstift Bamberg zu seinem Jahrtag Besitz zu „Katschenriuth“.
Demnach muss die Ersterwähnung im Zeitraum von 1177 bis 1196 erfolgt sein. Das Bestimmungswort ist Cazo, der Personenname des Siedlungsgründers. Das Grundwort Reuth zeigt an, dass das Land durch Rodung gewonnen wurde.
Gegen Ende des 18. Jahrhunderts gab es in Katschenreuth 31 Anwesen und ein Schloss mit Ökonomiegebäude. Das Hochgericht übte das bayreuthische Stadtvogteiamt Kulmbach aus. Dieses hatte zugleich die Dorf- und Gemeindeherrschaft. Grundherren waren
- das Kastenamt Kulmbach (9 Anwesen: 1 Hof, 5 Halbhöfe, 1 Tropfhaus, 2 Tropfhäuslein),
- das Rittergut Katschenreuth (22 Anwesen: 7 Güter, 1 Gut mit Ziegelhütte, 3 Gütlein, 1 Söldengut, 2 Sölden, 5 Tropfgütlein, 3 Tropfhäuser).[8]

Von 1797 bis 1810 unterstand der Ort dem Justiz- und Kammeramt Kulmbach. Mit dem Gemeindeedikt wurde Katschenreuth dem 1811 gebildeten Steuerdistrikt Schwarzach zugewiesen. 1812 wurde der Steuerdistrikt Katschenreuth gebildet, zu dem die Orte Affalterhof, Ameisloch, Frankenberg, Grünbaum, Heinersreuth, Hitzmain, Windischenhaig und Wolpersreuth gehörten. Zugleich wurde die Ruralgemeinde Katschenreuth gebildet, die deckungsgleich mit dem Steuerdistrikt war. Sie war in Verwaltung und Gerichtsbarkeit dem Landgericht Kulmbach zugeordnet und in der Finanzverwaltung dem Rentamt Kulmbach. In der freiwilligen Gerichtsbarkeit unterstanden einige Anwesen bis 1848 Patrimonialgerichten, die an die Stelle der ehemaligen Rittergüter traten. 1850 wurde die Gemeinde an das Landgericht Thurnau und 1856 an das Rentamt Thurnau (1919 in Finanzamt Thurnau umbenannt) überwiesen. Ab 1862 gehörte Katschenreuth zum Bezirksamt Kulmbach (1939 in Landkreis Kulmbach umbenannt). Die Gerichtsbarkeit blieb beim Landgericht Thurnau (1879 in das Amtsgericht Thurnau umgewandelt), seit 1929 ist das Amtsgericht Kulmbach zuständig. Seit 1929 ist das Finanzamt Kulmbach für Katschenreuth zuständig. Rother Hügel wurde in der ersten Hälfte des 20. Jahrhunderts auf dem Gemeindegebiet gegründet. Die Gemeinde hatte ursprünglich eine Gebietsfläche von 10,404 km². Durch die Umgemeindung von Heinersreuth und Wolpersreuth nach Mainleus verkleinerte sich die Gebietsfläche auf 8,211 km².
Im Zuge der Gebietsreform in Bayern wurde die Gemeinde Katschenreuth am 1. Juli 1976 nach Kulmbach eingegliedert.

### Einwohnerentwicklung

#### Gemeinde Katschenreuth
| Jahr      | 1818   | 1840   | 1852   | 1855   | 1861   | 1867   | 1871   | 1875   | 1880   | 1885   | 1890   | 1895   | 1900   | 1905   | 1910   | 1919   | 1925   | 1933   | 1939   | 1946   | 1950   | 1952   | 1961   | 1970   |
| Einwohner | 559    | 651    | 699    | 640    | 677    | 678    | 635    | 635    | 670    | 614    | 571    | 550    | 563    | 556    | 599    | 589    | 589    | 613    | 620    | 901    | 981    | 867    | 752    | 809    |
| Häuser    | 91     |        |        |        |        |        | 106    |        |        | 105    | 105    |        | 105    |        |        |        | 110    |        |        |        | 124    |        | 131    |        |
| Quelle    | [ 16 ] | [ 17 ] | [ 17 ] | [ 17 ] | [ 18 ] | [ 19 ] | [ 20 ] | [ 21 ] | [ 22 ] | [ 23 ] | [ 24 ] | [ 17 ] | [ 25 ] | [ 17 ] | [ 26 ] | [ 17 ] | [ 27 ] | [ 17 ] | [ 17 ] | [ 17 ] | [ 11 ] | [ 17 ] | [ 12 ] | [ 28 ] |

#### Ort Katschenreuth
| Jahr      | 001809 | 001818 | 001861 | 001871 | 001885 | 001900 | 001925 | 001950 | 001961 | 001970 | 001987 |
| Einwohner | 178    | 188    | 239    | 227    | 224    | 202    | 237    | 434    | 368    | 451    | 527    |
| Häuser    |        | 30     |        |        | 36     | 37     | 41     | 60     | 69     |        | 138    |
| Quelle    | [ 29 ] | [ 9 ]  | [ 18 ] | [ 20 ] | [ 23 ] | [ 25 ] | [ 27 ] | [ 11 ] | [ 12 ] | [ 28 ] | [ 1 ]  |

## Religion
Katschenreuth ist seit der Reformation evangelisch-lutherisch geprägt und nach St. Aegidius (Melkendorf) gepfarrt.

## Verkehr

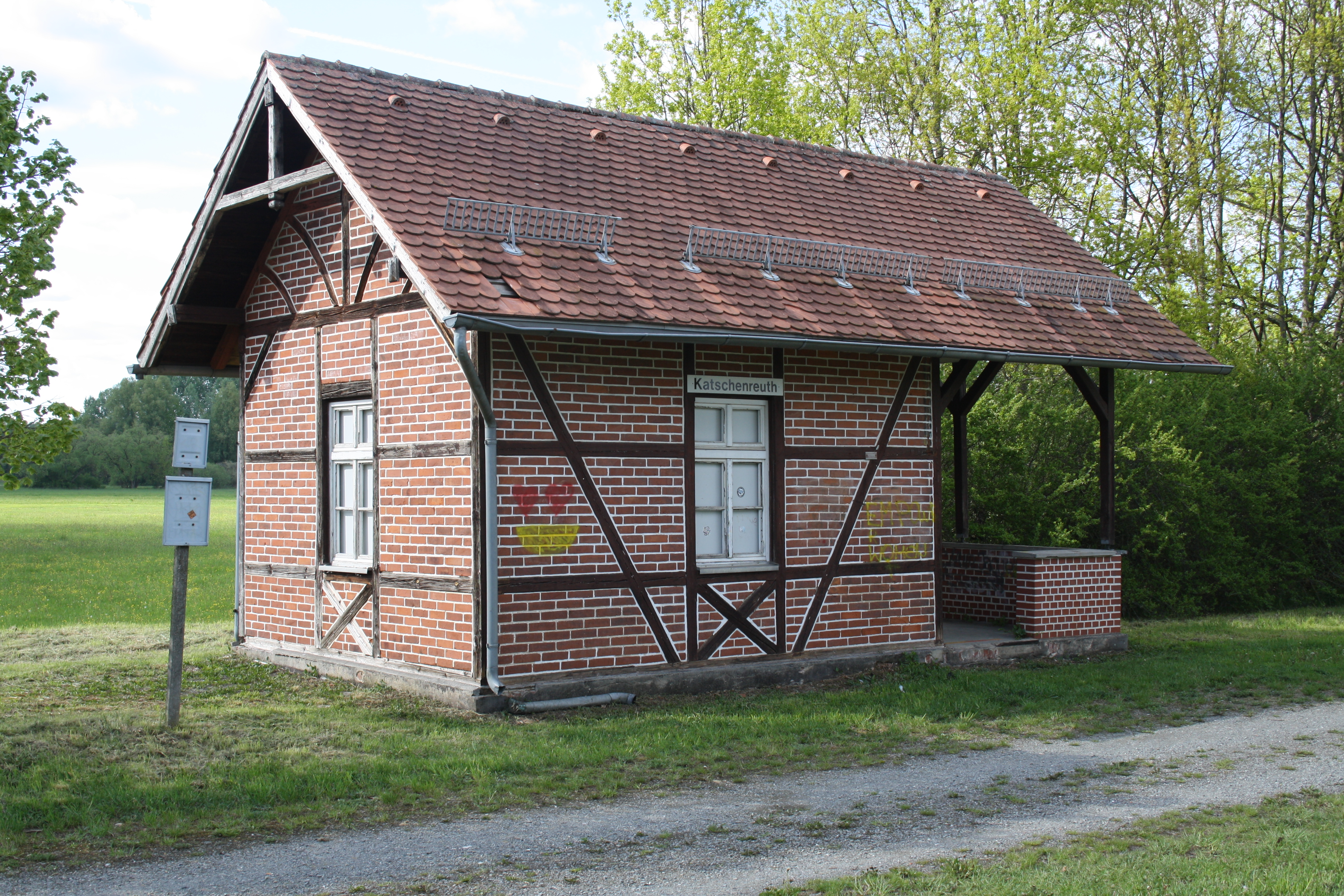
Wartehäuschen der ehemaligen Bahnstation

Katschenreuth liegt an der Staatsstraße 2190 von Kulmbach nach Kasendorf. Nächste Autobahn-Anschlussstelle ist Thurnau-West an der Bundesautobahn 70.
Mit der Eröffnung der Bahnstrecke von Kulmbach nach Thurnau am 11. Oktober 1908 erhielt Katschenreuth eine Haltestelle mit einem Ladegleis und einem gemauerten Wartehäuschen in Fachwerkbauweise. Der letzte reguläre Personenzug zwischen Kulmbach und Thurnau verkehrte am 3. September 1993.

## Baudenkmäler

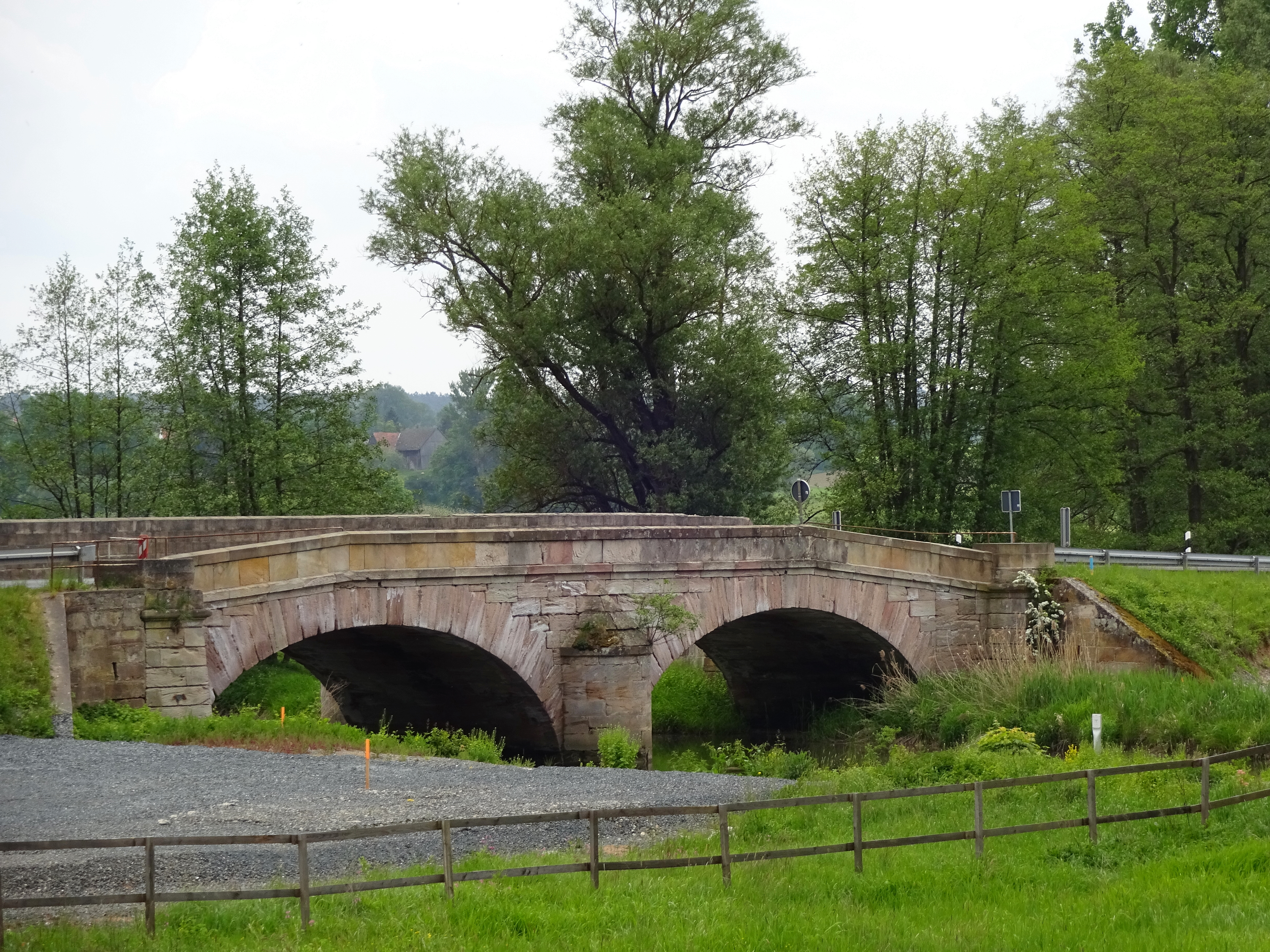
Brücke über den Roten Main

In der Bayerischen Denkmalliste sind zwei Baudenkmäler aufgeführt:
- Am Prosser Bach 1: Türrahmung
- Brücke über den Roten Main

Abgegangenes Baudenkmal:
- Haus Nr. 13: Ehemals herrschaftlicher Ansitz. Zweigeschossiges Haus von drei zu sieben Achsen, wohl Ende des 18. Jahrhunderts (Portalschlussstein bezeichnet „1799“). Verputztes Mauerwerk aus Brocken- und Quadersteinen; sehr schadhaft. Portal über Freitreppe. Walmdach.[31]